# Hannover CL.III
 Hannover CL.III byl německý dvoumístný jednomotorový stíhací dvouplošník z období první světové války navazující na typ Hannover CL.II.

## Vznik
V zimě roku 1918 byly německé vzdušné síly vybaveny novým typem letounu. Jednalo se o robustní dvousedadlový těžký stíhací letoun vyrobený firmou Hannoversche Waggonfabrik AG sloužící k všeobecnému průzkumu i k hloubkovým útokům a jako stíhací doprovod bombardérů.
Velkou výhodou letounu byla schopnost přistávání na rozbombardovaných letištích. Díky úzkému dolnímu křídlu a štíhlému trupu měl pilot dobrý výhled dolů, což usnadňovalo přehled o terénu.
Nevýhodou letounu byla zranitelnost pří útoku zespodu. Díky ukořistěným nepoškozeným Hannoverům spojenci brzy určili toto slepé místo a byli schopni proti Hannoverům účinně bojovat. Nejvíce CL.III a CL.IIIa bylo sestřeleno při poslední německé ofenzívě na jaře roku 1918. I přes tuto slabinu Hannovery CL.III a CL.IIIa létaly po celý rok 1918 až do příměří.

## Popis konstrukce

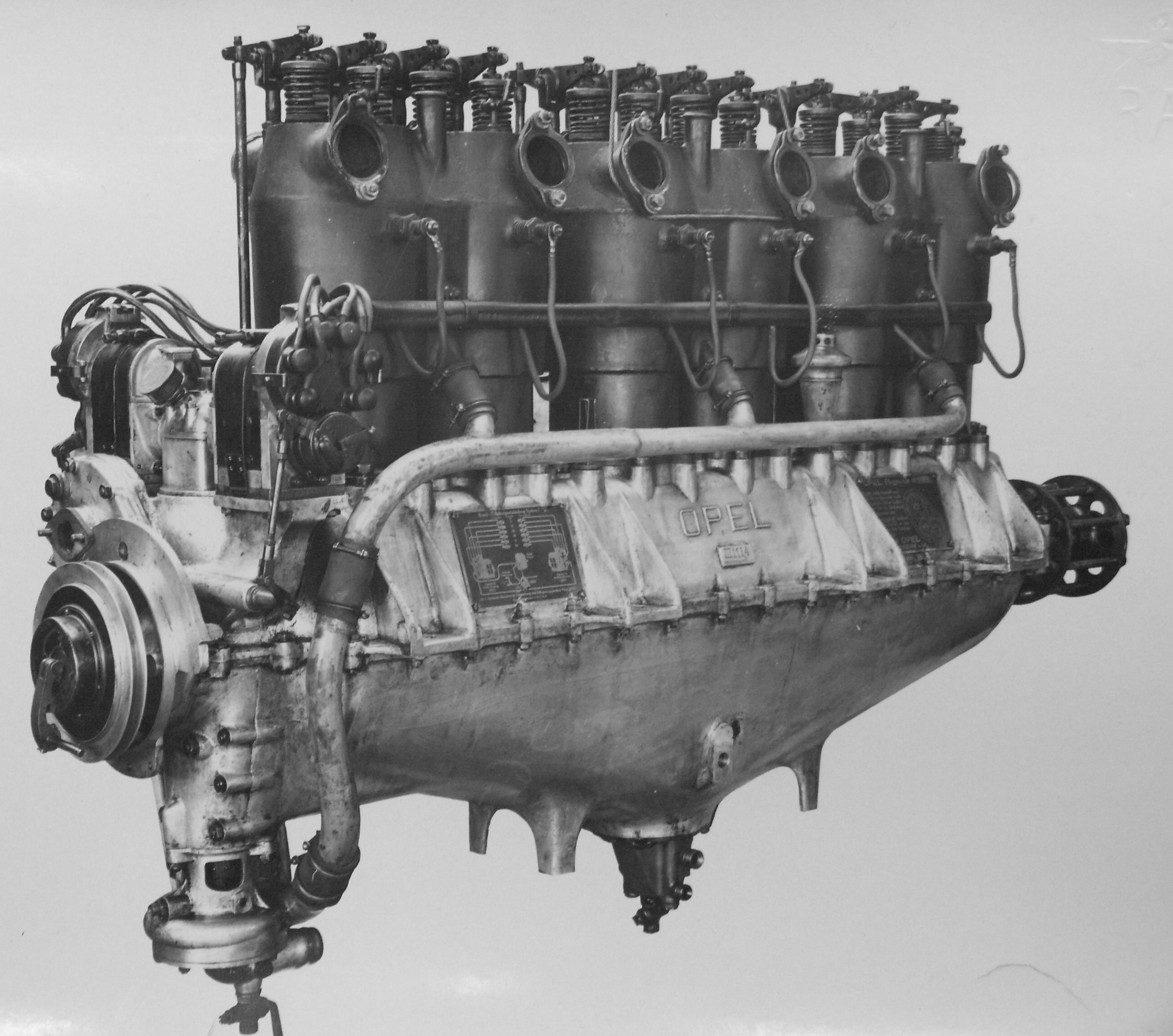
Opel Argus As.III

Letoun měl skořepinový trup s jednoduchým vzpěrovým systémem, výškové kormidlo bylo dvojité s malým rozpětím, což mělo rozšířit palebné pole kulometu pozorovatele. Chladič byl umístěn do střední části horního křídla tak, že tvořily jednolitý celek. Letoun byl poháněn vodou chlazeným řadovým šestiválcem Mercedes D.III o výkonu 160 k s dvoulistou dřevěnou vrtulí. Variantu CL.IIIa poháněl řadový kapalinou chlazený šestiválec Argus As.III o výkonu 180 k. Výzbroj typu tvořil jeden synchronizovaný kulomet Spandau LMG 08/15 ráže 7,92 mm, což byla vzduchem chlazená varianta MG 08/15, umístěný v trupu vlevo před pilotem. Místo pozorovatele bylo vybaveno kulometem Parabellum LMG 14 ráže 7,92 mm na oběžném kruhu.

## Varianty
Hannover CL.III
Motor Mercedes D.III.
Hannover CL.IIIa
Motor Opel Argus As.III.

## Specifikace (CL.III)

### Technické údaje
Údaje dle
- Osádka: 2

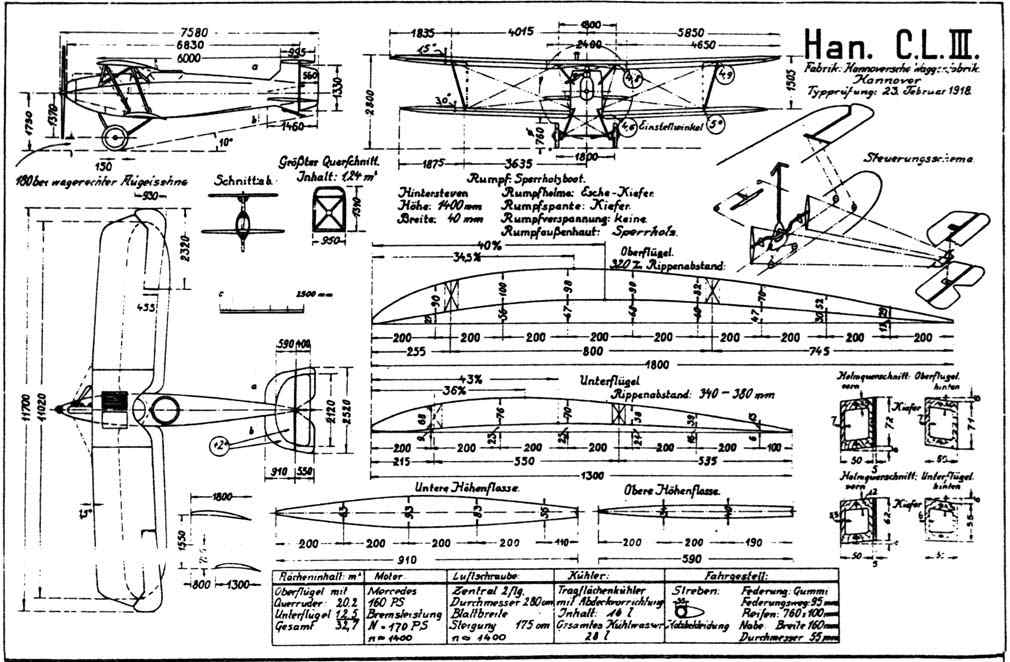
Hannover CL.III

- Rozpětí: horní křídlo 11,7 m, dolní křídlo 11,0 m
- Délka: 7,6 m
- Výška: 2,8 m
- Nosná plocha: 32,70 m²
- Hmotnost prázdného letounu: 741,0 kg
- Vzletová hmotnost: 1081,0 kg
- Pohonná jednotka: 1 × kapalinou chlazený šestiválcový řadový motor Mercedes D.III[2]
- Výkon pohonné jednotky: 160 hp (120 kW)

### Výkony
- Maximální rychlost: 165 km/h ve výšce 5000 m
- Dostup: 5029 m
- Vytrvalost: 2,5 hod. při maximální rychlosti ve výšce 3048 m včetně stoupání
- Výstup na výšku 3048 m: 18 min.
- Výstup na výšku 3962 m: 29 min. 45 s

### Výzbroj
- 1 × synchronizovaný kulomet Spandau lMG 08 ráže 7,92 mm[2]
- 1 × pohyblivý kulomet Parabellum MG 14 ráže 7,92 mm[2]